# 皮光业
皮光业（877年—943年3月16日），字文通，中国五代十国时期政权吴越国官员，在第二位国王钱元瓘年间为宰相。

## 家世
皮光业生于唐僖宗乾符四年（877年）。世居襄阳竟陵。父皮日休，晚唐著名诗人，曾任苏州军事判官、太常博士，于是安家。皮光业生于苏州，十岁能作文。

## 效力钱镠
皮光业成年后，曾与韩必、吴崧、吴珙、吴顼、林升、罗隐、何肃同居长城八座山，号曰八友。后来去谒见统治今浙江地区的钱镠，与沈崧、林鼎一同被辟幕府为宾客。累署浙西节度推官，赐绯衣。
唐朝灭亡后，钱镠的领地成为依附于唐朝主要继承者后梁的吴越国。贞明二年（916年），钱镠想与梁帝朱瑱通好，但通往梁都大梁的道路被敌国吴阻断，也想不好派哪位使者合适。五月，他决定派时任浙西安抚判官的皮光业前去，皮光业从建州、汀州迂回经虔州、郴州、潭州、岳州及高季昌治下的荆南入贡，朱瑱大喜，七月，加钱镠天下兵马大元帅、开府置官属，特赐皮光业进士及第，仍赐秘书郎，授右补阙、内供奉，赐金紫。
六年（920年），吴与吴越谈和，三月，钱镠命时任元帅府判官皮光业出使，皮光业回国时获赠钱三百万，但吴国禁止他将钱带回吴越，告诉他可以用这些钱买货物带回。皮光业答：“我是使者，岂是贾竖！”舍钱离去，吴国人急忙将钱装上车追赶。不久，兼两浙观察使。

## 效力钱元瓘和钱弘佐
宝正七年（932年），钱镠薨，子钱传瓘继立，改名钱元瓘。钱元瓘没有沿用钱镠曾用的吴越国王名号，复为藩镇。命皮光业知镇东军府事，为节度副使。时道怤禅师到越州，皮光业学识渊博，屡次批评他，但退下后却对人说：“怤师之高论，人莫窥其极也。”天福二年（937年）四月，钱元瓘复称吴越国王，以皮光业及曹仲达、沈崧为丞相。吴越国的教令、仪注，多是皮光业所考定。
皮光业美容仪，善谈论，见者有的以为他是神仙中人。嗜品茗，常作诗，称茗为“苦口师”，流传于国人。
天福六年（941年）钱元瓘薨，子钱弘佐继位。皮光业仍任丞相。天福八年（943年）卒，谥贞敬。撰《皮氏见闻録》十三卷，行于世。
弟皮光邻，官温州刺史。子皮璨，官元帅府判官，著《鹿门家钞诗咏》。皮氏祖孙三代都以文才雄于江东，识者以为荣。

## 作品
- 《妖怪录》五卷
- 《皮氏见闻录》十三卷[10]
- 吳越國武肅王廟碑銘
- 吳越故忠義軍匡國功臣越州都指揮使前授常州刺史特贈武康節度使銀青光祿大夫檢校尚書右僕射開府儀同三司上柱國海鹽屠將軍墓志銘，志主屠瑰智

## 轶闻
皮光业未发迹时，曾梦见亭上的人偶都排队拜他，醒后以此自负。又曾去会稽一带旅游，在城中巷子里遇到扶乩者自称神灵附体，皮光业去看热闹，扶乩者却不说话了。等到皮光业离开，众人问他是怎么回事，扶乩者假托神言说：“皮秀才是这片土地的主宰者，我是小神，应当回避。”后来朱瑱选吴越王子钱传珎为驸马都尉，皮光业再次奉命去大梁，归途经靖海，山阴县令滕文规是皮光业的舅父，黄昏时见有黄衣吏报称：“皮补阙现在已到靖海。”不一会儿，黄衣吏就不见了。类似的异常现象都与此差不多。

## 评价
- 《十国春秋》论曰：光业文章尔雅，黼黻邦家。